# Мнемозина (бабочка)
Мнемози́на (лат. Parnassius mnemosyne) — дневная бабочка из рода Парнассиусы, занесённая в Красную книгу России, обитает в Европейской части России и на Южном Алтае. Название происходит от имени древнегреческой богини памяти, матери девяти муз, дочери Урана и Геи — Мнемозины.

## Внешний вид
Длина переднего крыла 20—35 мм. Размах крыльев до 70 мм. Усики короткие, булавовидные, чёрные, вершина булавы чёрная. Грудь и брюшко чёрные, покрыты густыми белесоватыми волосками. У самки брюшко сверху голое, блестящее, иногда с жёлтыми пятнами. Крылья округлые, без выступов и вырезов по краям, покрыты редкими чешуйками. Краевая область переднего крыла полупрозрачная, стекловидная. Жилки тёмные, резко контрастируют с фоном по всей длине. Переднее крыло с 2 чёрными пятнами: в центральной ячейке с дискальным пятном, заднее — с более или менее развитым тёмным полем в анальной области и разными по величине и форме пятнами.
Половой диморфизм выражен слабо, самки обычно темнее, с более обширными стекловидными участками на крыльях.

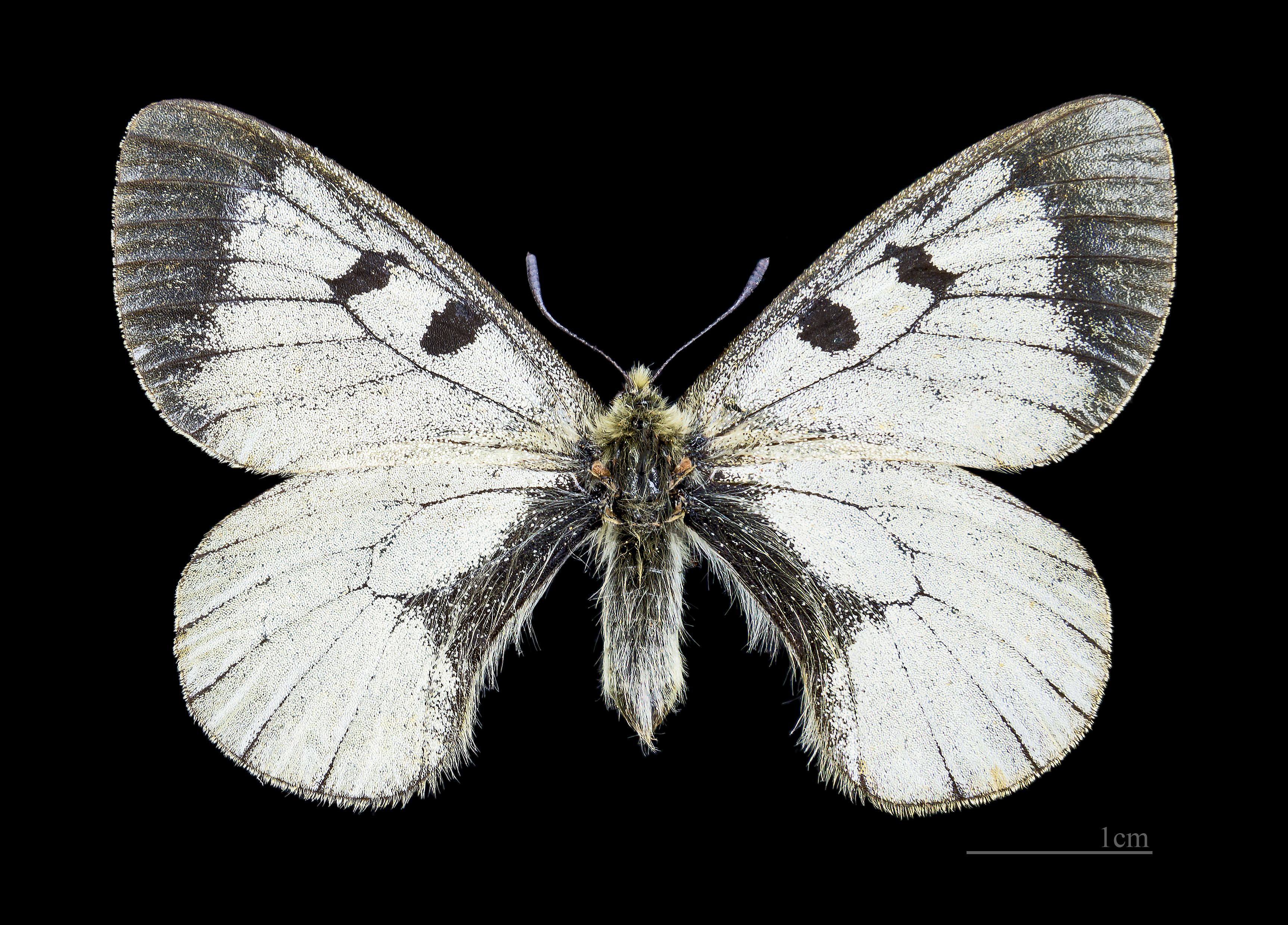
♂
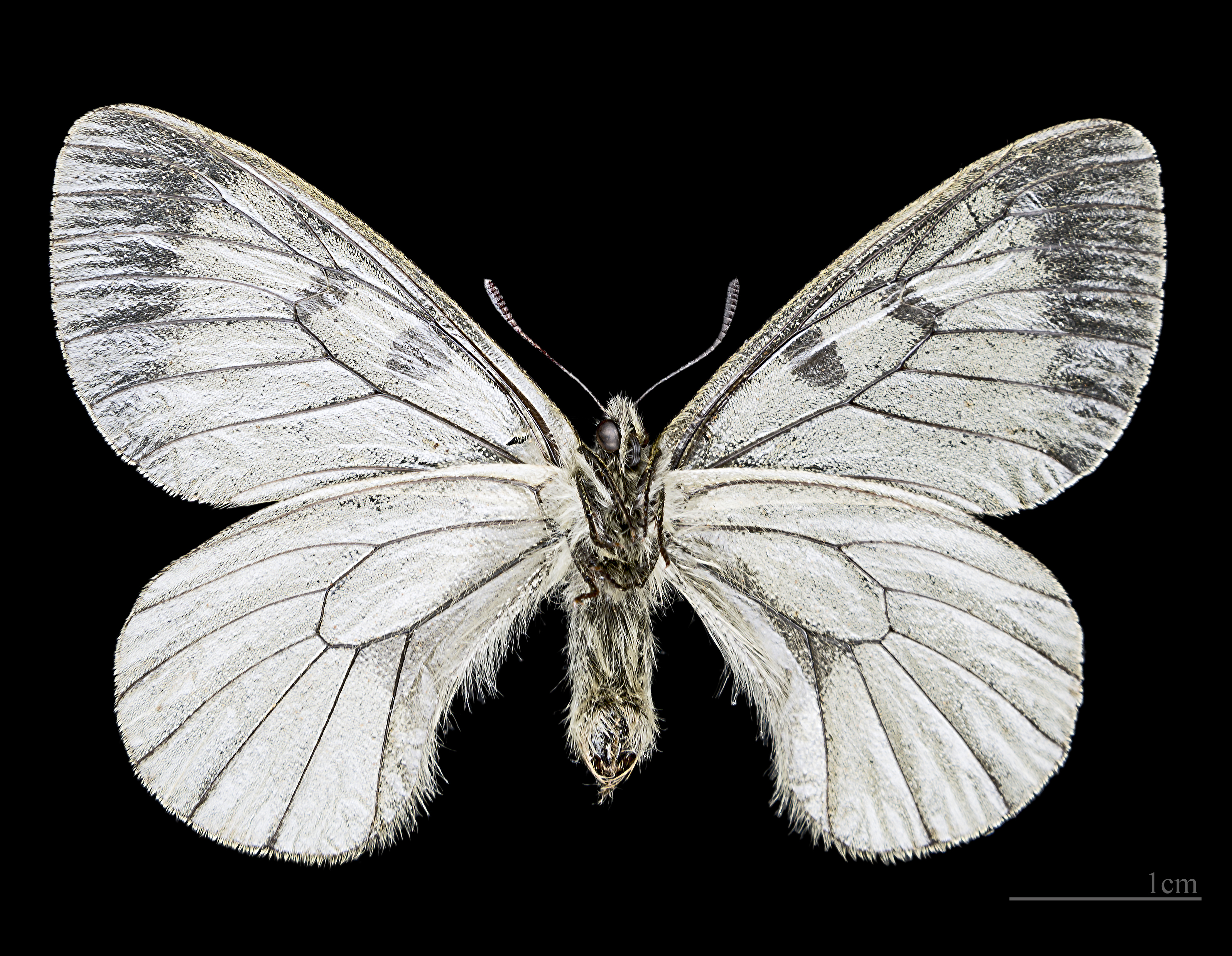
♂ △.
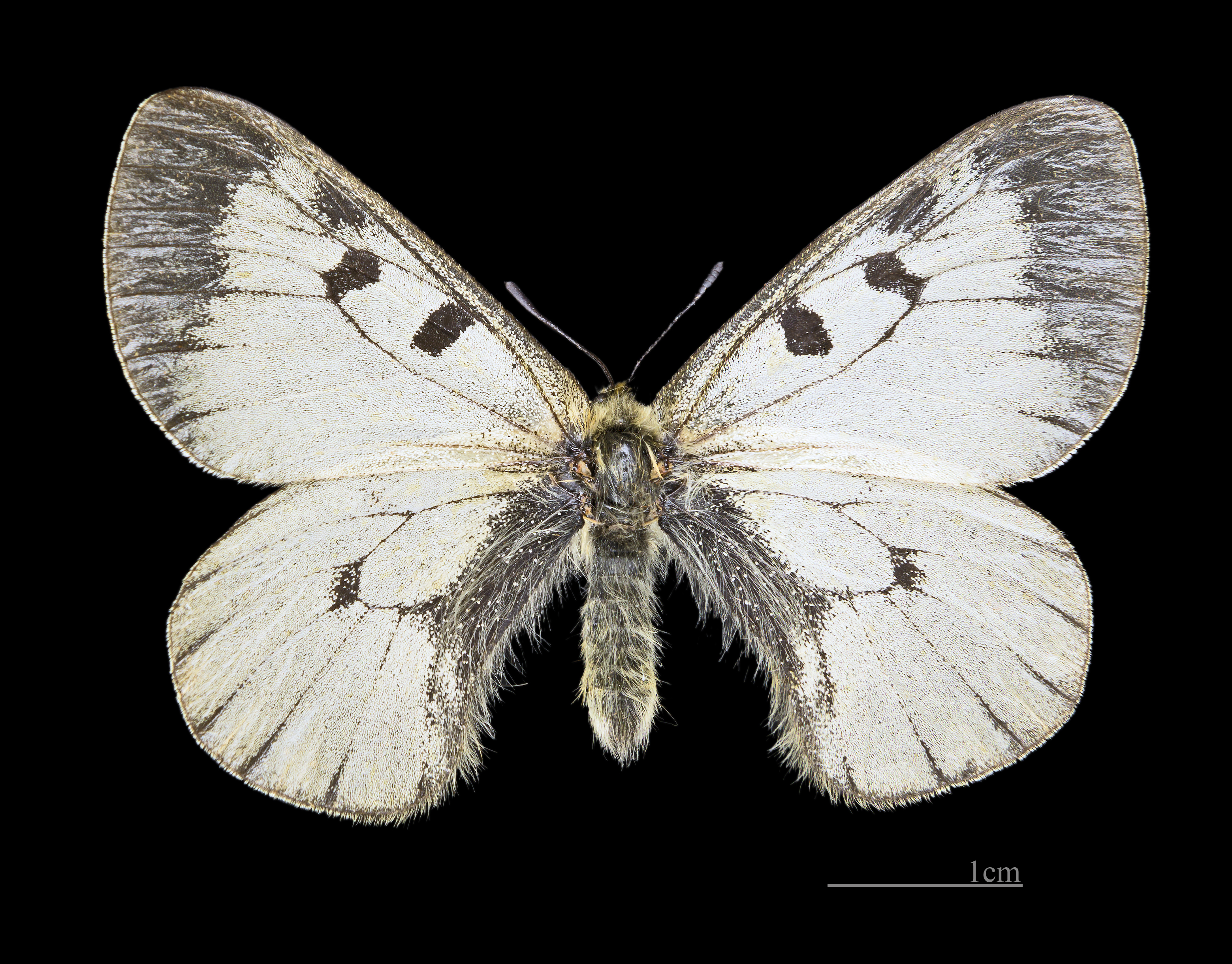
♀
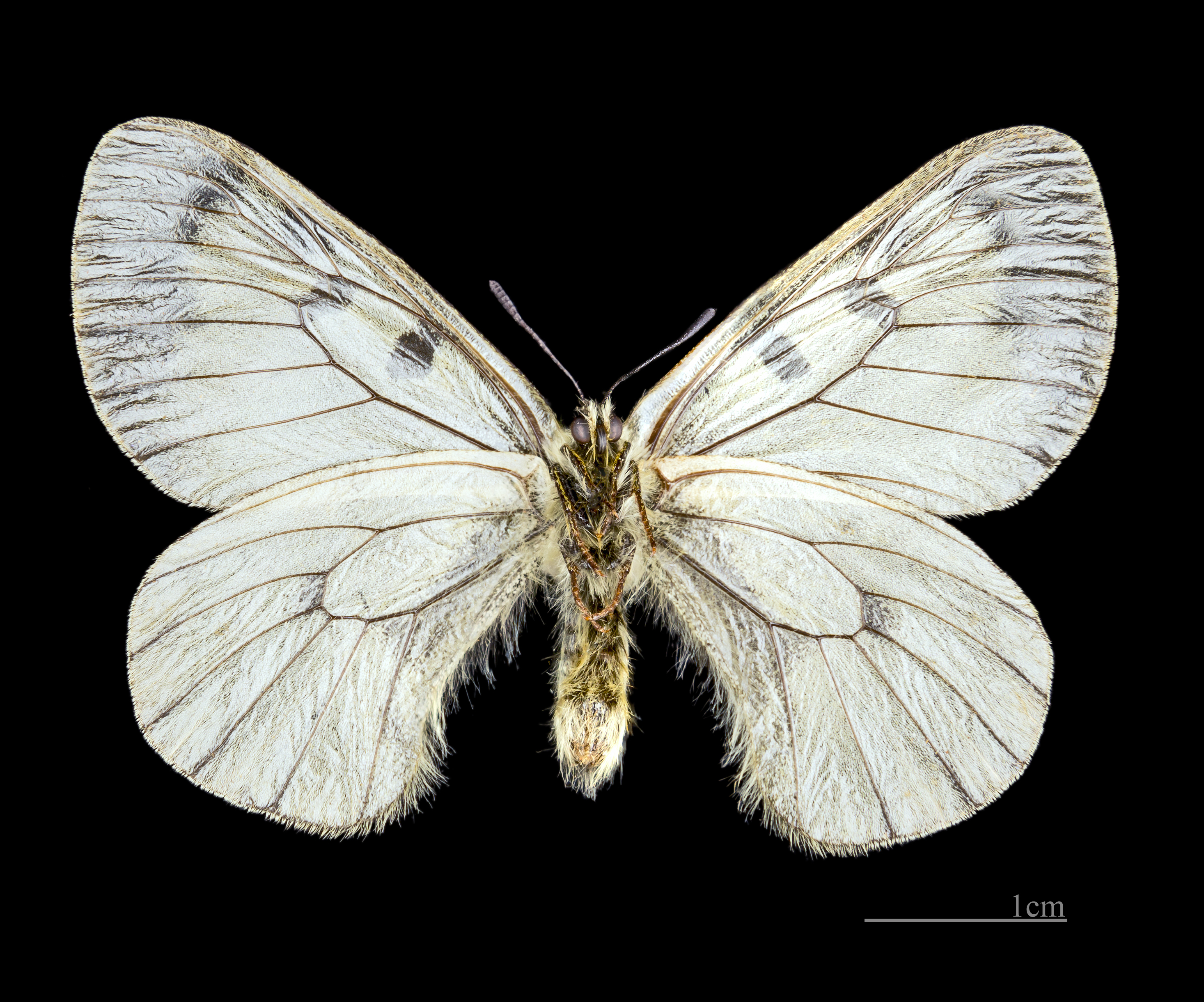
♀ △.

## Подвиды и вариабельность
- Parnassius mnemosyne adamellicus

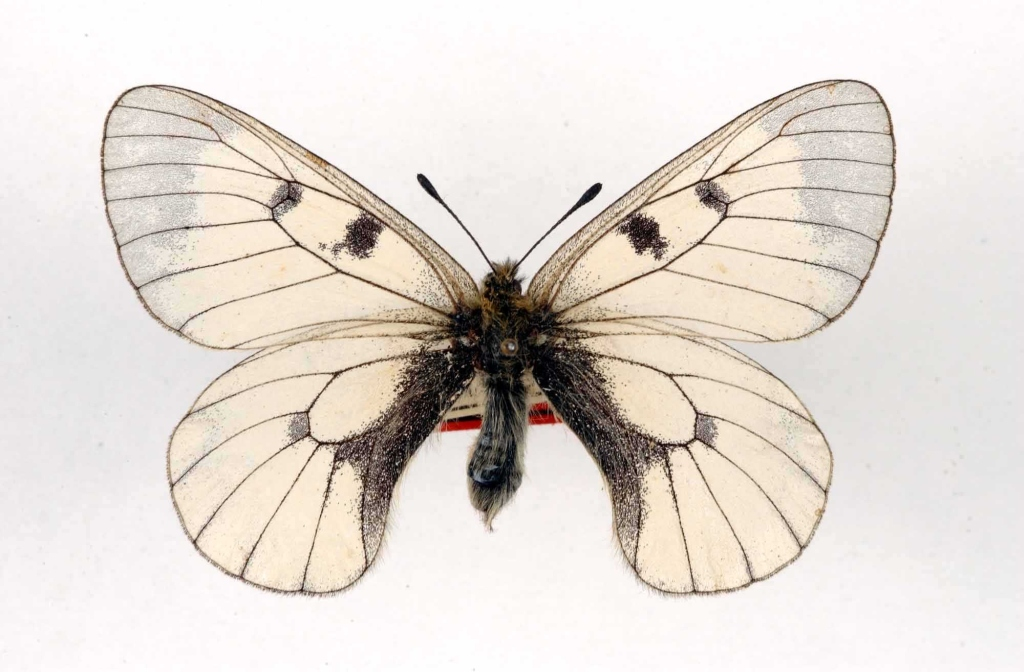
P. m. adamellicus

- Parnassius mnemosyne balcanica [Bryk & Eisner, 1930]
- Parnassius mnemosyne bucharanus [Bryk, 1912]
- Parnassius mnemosyne caucasia [Verity, [1911] ]
- Parnassius mnemosyne craspedontis [Fruhstorfer, 1909]
- Parnassius mnemosyne falsus [Pagenstecher, 1911]
- Parnassius mnemosyne giganteus [Staudinger, 1886]
- Parnassius mnemosyne leonhardiana [Fruhstorfer, 1917]
- Parnassius mnemosyne nivalis [Grose-Smith, 1908]
- Parnassius mnemosyne nubilosus [Christoph, 1873]
- Parnassius mnemosyne ochraceus [Austaut, 1891]
- Parnassius mnemosyne orientalis [Verity, 1911]
- Parnassius mnemosyne parnassia [Bryk, 1932]
- Parnassius mnemosyne problematicus [Bryk, 1912]
- Parnassius mnemosyne talboti [Bryk, 1932]
- Parnassius mnemosyne ucrainicus [Bryk & Eisner, 1932
- Parnassius mnemosyne ugrjumovi [Bryk, 1914]
- Parnassius mnemosyne uralka [Bryk, 1921]
- Parnassius mnemosyne valentinae [Sheljuzhko, 1943]
- Parnassius mnemosyne weidingeri [Bryk & Eisner, 1932]

В Восточной Европе встречается номинативный подвид. Для множества подвидов, описанных в различных частях Европы, невозможно проследить ни морфологические признаки, которые чётко отличали бы один подвид от другого, ни географические тенденции изменчивости. Особи, которые развивались в жаркий сезон в средней полосе России, могут быть схожи с особями с Предкавказья или средней Украины. Невозможно установить и ареалы подвидов, так как ареал вида сплошной и не имеет значительных разрывов на территории Восточной Европы.
Вид характеризуется сильной индивидуальной изменчивостью. Наиболее изменчивыми признаками являются размеры и форма тёмных элементов крылового рисунка и полупрозрачных участков на крыльях, а также общая пигментация: окраска фона может изменяться от чисто белой до серой, дымчатой. Также изменчивы и размеры бабочек. Тенденции индивидуальной изменчивости имеют хорошо выраженную экологическую обусловленность. Обитатели прохладных, влажных горных биотопов отличаются более интенсивной общей пигментацией, в жарких, сухих местностях окраска всегда светлее.

## Биология
В умеренных широтах лёт бабочек наблюдается с начала мая по середину июня, в предгорьях Южных Карпат и на Кавказе — с апреля.
В тайге и на высокогорьях лёт задерживается до середины июля. Бабочки активны в основном в безветренную солнечную погоду. Самки появляются примерно на неделю позднее самцов, обычно сидят на траве и редко перелетают на небольшие расстояния.

## Ареал
Европа (кроме Англии), Кавказ и Закавказье, Турция, Ливан, Сирия, Ирак, Иран, Афганистан, Средняя Азия, Средний и Южный Урал, Южный Алтай.
Распространён на большей части Восточной Европы, доходя на юге до лесостепей. На севере региона достигает северных районов Архангельской области России, а также центра Республики Коми и Северного Урала. Недавно опубликовано детальное описание северной границы ареала этого вида с полным списком всех северных локалитетов. Показано, что северная граница ареала мнемозины обусловлена распространением основного кормового растения гусениц — хохлатки (хохлатки плотной и хохлатки полой). 
Встречается во всех прибалтийских государствах и Беларуси. В Польше вид очень локален на северо-востоке страны, но южнее в горах и предгорьях более обычен (Судеты, Бескиды, Бещады, Свентокшиские горы). Распространён в долинах Словакии и Венгрии. Широко распространён на возвышенностях Румынии, предгорьях и горах Восточных и Южных Карпат.
От Северной Молдовы и Западной Украины ареал вида не заходит в степи и проходит на восток по чернозёмной полосе России до Прикаспия и Южного Урала (самые восточные популяции известны из Челябинской области).
Южнее от Придонья распространён до гор Главного Кавказского хребта. На Кавказе встречается от окрестностей Красной Поляны до субальпийского пояса лугов Дагестана.
Отсутствует в большинстве районов степного Предкавказья и отчасти в Черноземье.
В равнинной части встречается изолированными популяциями.

## Местообитание
Опушки смешанных лесов, поляны по берегам небольших рек и ручьёв. Встречается вне лесных массивов по закустаренным поймам небольших рек с обязательным присутствием открытых нетронутых участков.
Летает в местах произрастания кормовых растений. В горах и предгорьях по лесным полянам, разнотравным пойменным лугам и криволесьям, реже вырубкам и просекам. В Карпатах поднимается на высоты до 1600 м над ур. м., в горах Кавказа обитает в поясе от 400 до 2500 м. На севере вид предпочитает открытые луговые местообитания.

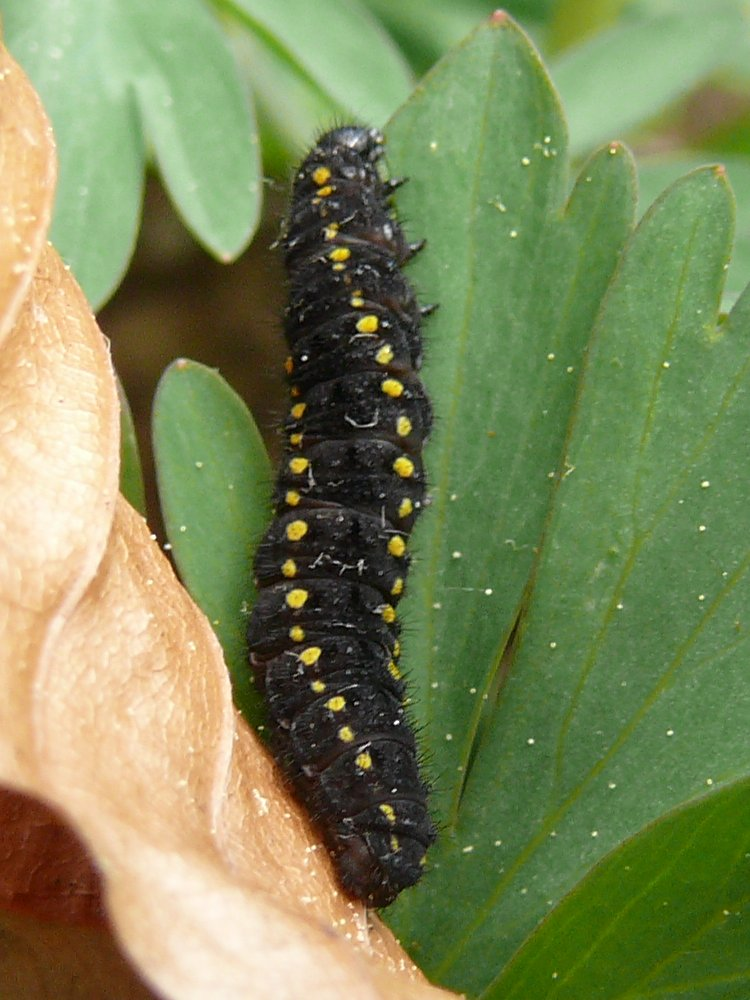
Гусеница мнемозины

## Размножение
Кладка содержит свыше 40 яиц, обычно на листьях и стеблях хохлаток или рядом с ними на почве. Зимует в стадии яйца с полностью сформировавшимися гусеницами. В апреле или в начале мая следующего года появляются чёрные гусеницы с красными и жёлтыми пятнами. Кормовые растения — хохлатка полая (Corydalis cava) и хохлатка плотная (Corydalis solida).
Днём гусеницы прячутся, зарываясь в подстилку или в листья на почве, питаются только ночью. Окукливание проходит на земле, при этом гусеница зарывается в листья и свивает довольно плотный кокон. В стадии куколки проводит около двух недель.

## Лимитирующие факторы
Уничтожение или деградация травянистой растительности на лесных полянах. На севере региона в местах, труднодоступных для освоения человеком (поймы многих лесных рек с полянами), численность популяций пока остаётся высокой. Сокращение численности обусловлено исчезновением кормового растения и открытых биотопов, что связано с увеличением антропогенного воздействия на места обитания вида и потеплением и увлажнением климата. Вид как многочисленный известен из поймы реки Воронеж, заповедника Галичья Гора, Приокско-Террасного заповедника. Для Урала нередко приводится как «обычный». На Европейском Севере России вид очень локален, но в заселяемых им местообитаниях может быть многочисленным; охраняется в Пинежском и Печоро-Илычском заповедниках.

## Охрана
Занесена в Приложение 2 Бернской Конвенции, Европейский красный список. Включена в Красные книги Восточной Фенноскандии для Финляндии, для Карелии, для Норвегии, а также в Красные книги Латвии (1998), 1 категория; Беларуси (2004), 3 категория, Украины (1994), многие региональные Красные книги России. Охраняется в Польше и Словакии.
В России охраняется в заповедниках Басеги, Висимском, Волжско-Камском, Воронежском, Галичья Гора, Дарвинском, Жигулёвском, Кавказском, Лес на Ворскле, Приокско-Террасном, Пинежском, Северо-Осетинском, Тебердинском, Центрально-Чернозёмном, Шульган-Таш.
Хохлатка полая (лат. Corydalis cava) и хохлатка плотная (лат. Corydalis solida), служащие кормовыми растениями гусеницам мнемозины, взята местами под охрану как редкий представитель флоры и рекомендовалась для повсеместной охраны в пределах России. Необходимо создать особо охраняемые природные территории в местах обитания вида.